# エドワード・デヴァルー (第8代ヘレフォード子爵)
第8代ヘレフォード子爵エドワード・デヴァルー（英語: Edward Devereux, 8th Viscount Hereford、1675年頃 – 1700年8月9日）は、イングランド貴族。

## 生涯
第6代ヘレフォード子爵レスター・デヴァルーと2人目の妻プリシラ・キャッチポール（Priscilla Catchpole、1681年2月12日埋葬、ジョン・キャッチポールの娘）の息子として、1675年頃に生まれた。
1683年に兄レスターが死去すると、ヘレフォード子爵の爵位を継承した。第3代モンタギュー子爵フランシス・ブラウン（1682年没）が1678年にデヴァルー家によるヘレフォード子爵の継承に反対したように、その息子である第4代モンタギュー子爵フランシス・ブラウンも1689年11月に同様に反対したが、12月には反対を取り下げた。保護者の影響もあり、1690年代にはトーリー党を支持する傾向が明らかになったという。
1696年10月20日に貴族院に初登院し、1700年2月13日が最後の登院となった。貴族院には度々登院したものの、自身が影響力を保持しているオーフォード選挙区での選挙活動に専念することが多かったという。
1690年4月25日、エリザベス・ノーボーン（Elizabeth Norborne、1678年3月26日 – 1742年11月16日、ウォルター・ノーボーンの娘）と結婚した。
1700年8月9日に死去、サッドボーンで埋葬された。祖父の弟ジョージの曽孫プリースが爵位を継承した。一方、遺産は姉妹アンが継承した。